# آیگزارد
آیگزارد (به ارمنی: Այգեզարդ) یک روستا در ارمنستان است که در استان آرارات واقع شده‌است. آیگزارد در ۶٬۵ کیلومتری شرق آرتاشات، مرکز استان آرارات واقع شده‌است.

## خصوصیات
آیگزارد ۲٬۹۹۴ نفر جمعیت دارد و ۸۷۰ متر بالاتر از سطح دریا واقع شده‌است.
| سال   | ۸۳۱ | ۱۸۷۳ | ۱۹۰۸  | ۱۹۱۹  | ۱۹۳۱  | ۱۹۵۹  | ۱۹۷۰  | ۱۹۷۹  | ۲۰۰۱  | ۲۰۰۴  | ۲۰۰۵  | ۲۰۰۸  |
| جمعیت | ۵۳۵ | ۷۸۹  | ۱٬۲۷۷ | ۱٬۳۵۰ | ۱٬۲۴۲ | ۲٬۶۲۷ | ۲٬۹۶۹ | ۲٬۹۸۴ | ۳٬۴۵۸ | ۲٬۹۶۱ | ۳٬۳۲۹ | ۳٬۴۶۷ |

## نگارخانه

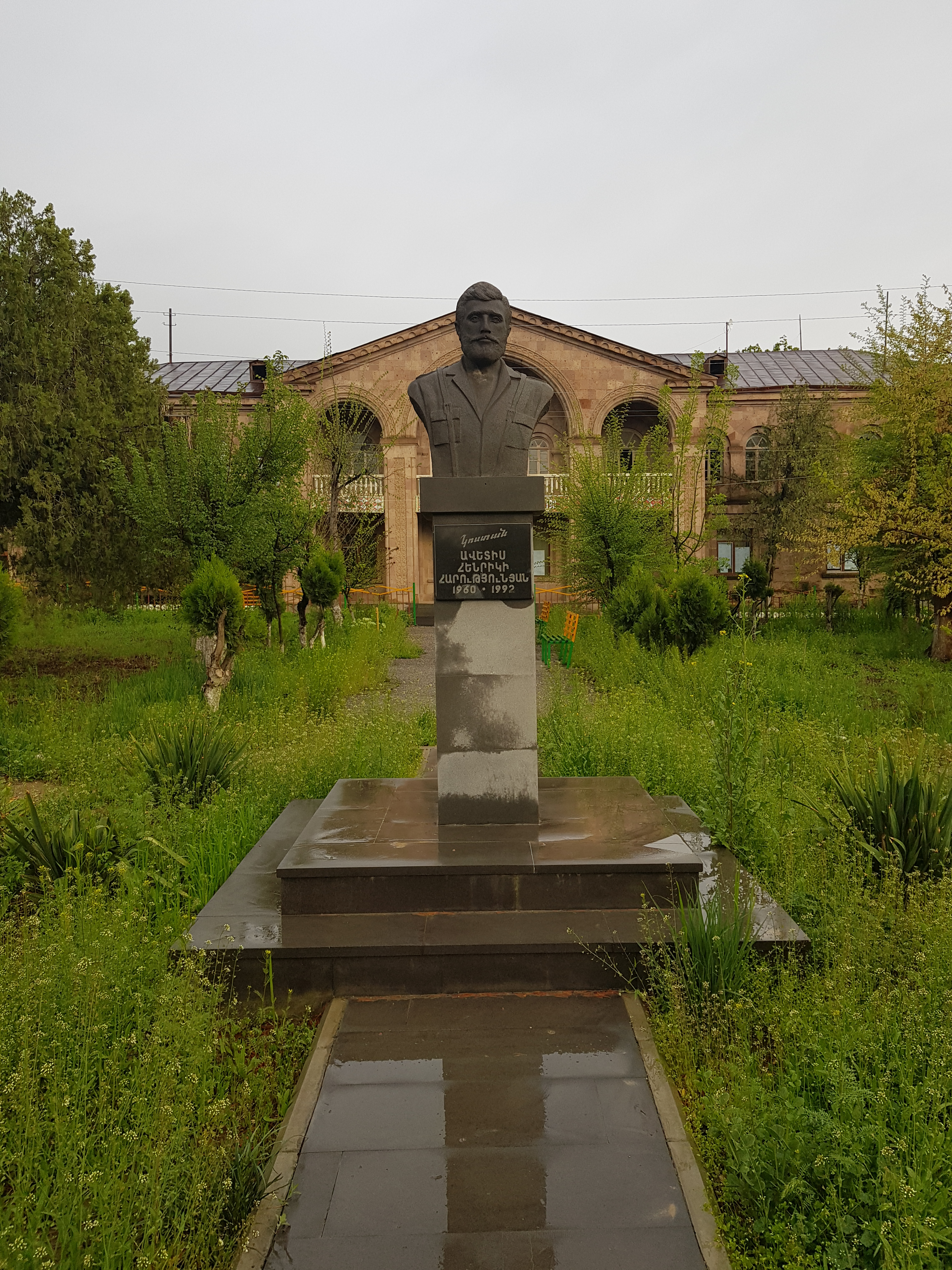
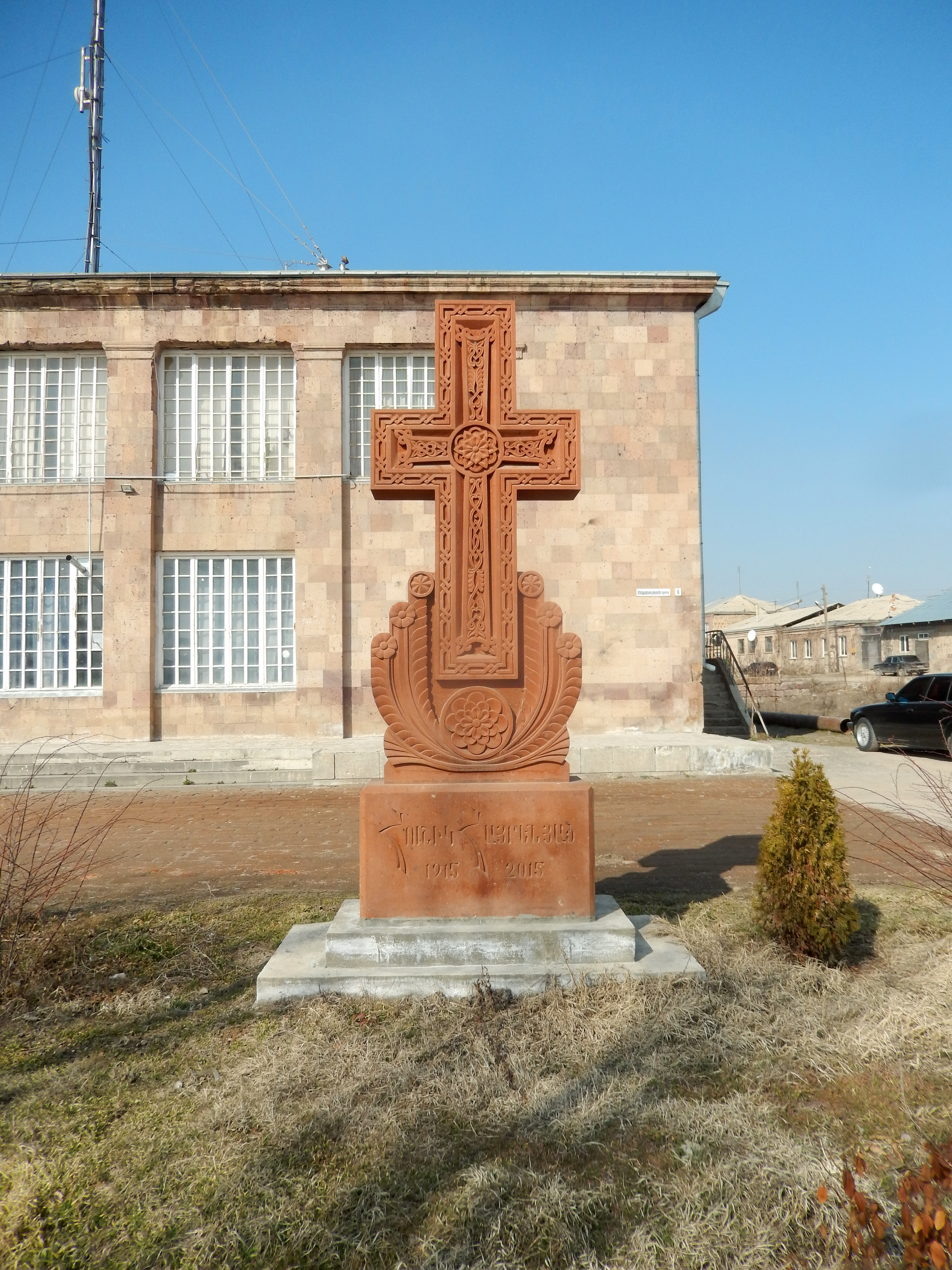
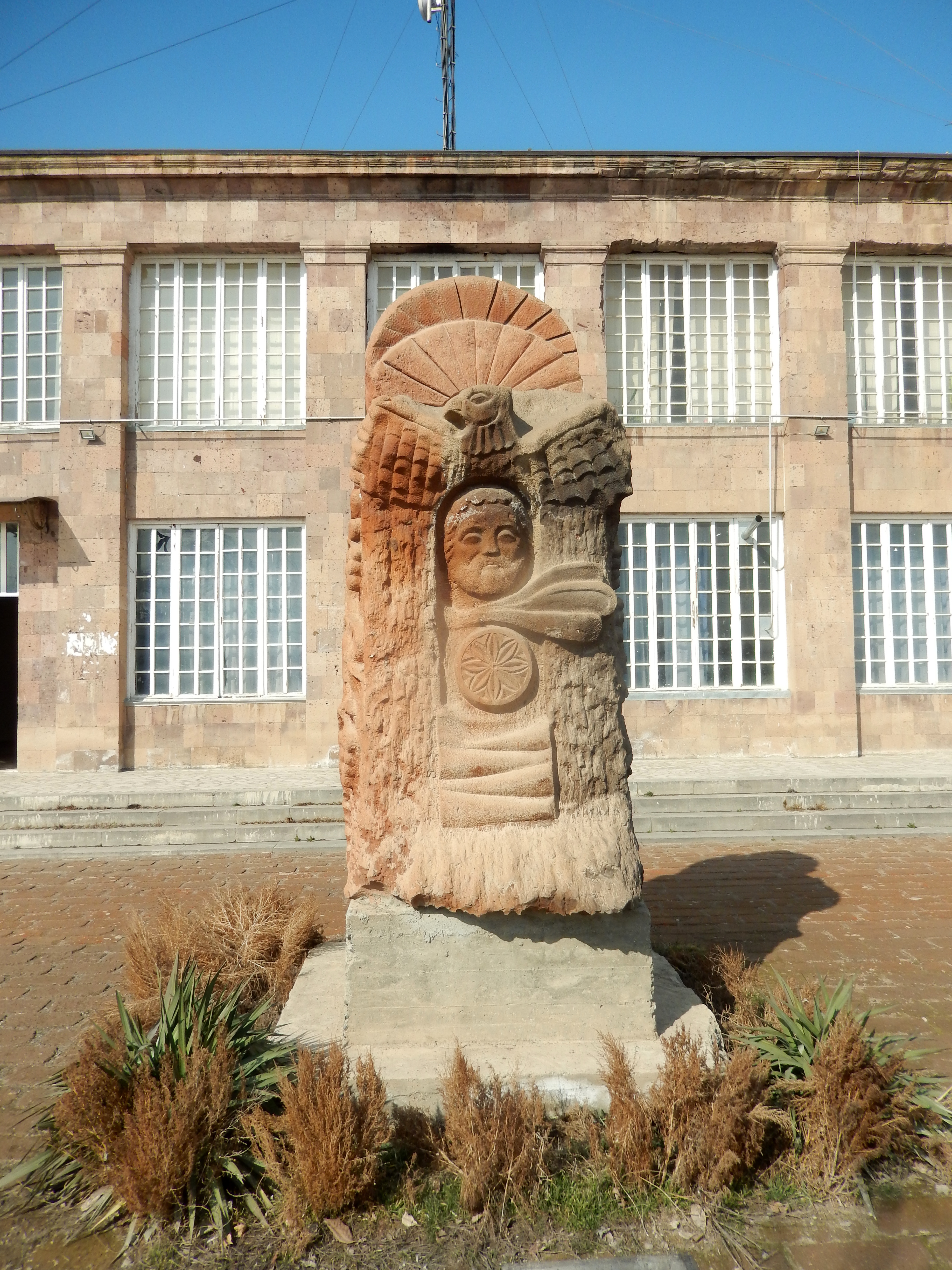